# Brandon Reilly
Brandon Reilly (New York, 18 maggio 1981) è un cantante statunitense.
È l'attuale cantante dei Nightmare of You ed è un ex dei The Movie Life e dei The Rookie Lot, dei quali ha fatto parte dal 1998 al 2004.

## Vita privata
Suo fratello, Travis, fa parte della band hardcore punk This Is Hell. È sposato da novembre del 2009 con Daniela. Risiedono nell'East Village, a Manhattan.

## Discografia

### Album in studio
- 2005 - Nightmare of You
- 2009 - Infomaniac

### Singoli
- 2004 - 3 songs Demo
- 2006 - My Name Is Trouble
- 2006 - I Want to Be Buried in Your Backyard
- 2006 - The Days Go by (Oh So Slow)
- 2009 - I Think I'm Getting Older
- 2012 - Out of My Mind
- 2012 - Give Us A Kiss

### Extended Play
- 2007 - Bang
- 2008 - Nightmare of You Double Disc Vinyl

### Split
- 2008 - This Is Hell / Nightmare Of You

### Altre canzoni
- Baby's Barely Breathing
- D Minor
- God Played A Mean Joke On Me
- I'd Dodge A Bullet For You
- No Uniform Is Gonna Keep You Warm
- Please Don't Answer Me
- Yuengling